# ميدي بايرويت
ميدي بايرويت (بالإنجليزية: Medi Bayreuth)‏ هو فريق كرة سلة ألماني يقع في بايرويت، بافاريا تأسس عام 1975. يلعب في الدوري الألماني لكرة السلة.

## وصلات خارجية
- الموقع الرسمي